# Музей политической истории России
Государственный музей политической истории России (сокр. ГМПИР) в Санкт-Петербурге — первый историко-политический музей в России, хранящий свидетельства политической жизни российского общества с конца XVIII по начало XXI века, федеральное государственное бюджетное учреждение культуры. Коллекция музея насчитывает свыше 474 000 экспонатов. Музей видит свою миссию в формировании политической культуры гражданского общества. Адрес: улица Куйбышева, д. № 2-4.

## История музея
Государственный музей политической истории России (ГМПИР) — преемник Государственного музея Революции, созданного 9 октября 1919 года по постановлению Петроградского Совета рабочих и красноармейских депутатов. Музей открылся в залах Зимнего дворца 11 января 1920 года, а первая экспозиция появилась в 1922 году.
Музей стал первым в СССР, который обратился к теме героического прошлого — 24 июня 1941 года, в считанные дни после начала гитлеровского вторжения, началась работа над выставкой о ратных подвигах русского воинства. Выставка была открыта под названием «Героика великого русского народа».
В 1955 году музей получил два новых здания: особняки М. Ф. Кшесинской и В. Э. Бранта. В 1955—1957 годах эти здания были соединены воедино новым центральным корпусом, построенным по проекту архитектора Н. Н. Надёжина (1929—2005). В этом едином комплексе разместился музей, который стал называться Государственным музеем Великой Октябрьской социалистической революции. В 1972 году музей был передан в ведение Министерства культуры СССР и стал филиалом Центрального музея революции СССР. В 1987 году была открыта первая очередь новой экспозиции, но уже в 1989 году было принято решение её закрыть (как не соответствующую реалиям времени) и разработать новую концепцию научной и экспозиционной деятельности.
В 1989—1992 годах была проведена реэкспозиция, однако музей ни на один день не закрывал двери для посетителей, обеспечивая экспозиционно-выставочный показ новых тем в истории России. В соответствии с новой концепцией в августе 1991 года Министерством культуры СССР было принято решение о преобразовании статуса музея и переименовании его в Государственный музей политической истории России. С 1992 года музей перешёл под юрисдикцию Министерства культуры Российской Федерации.
В 2013 году открылась новая экспозиция «Человек и власть в России в XIX—XXI столетиях», призванная «создавать целостный образ российской политической истории двух веков». Новая экспозиция размещена в центральной части музея — на первом и втором этажах корпуса, созданного в 1950-х годах и соединяющего особняки Кшесинской и Бранта. На первом этаже представлены события и герои отечественной истории XIX — начала XX века, на втором — события советского и постсоветского времени. Завершающий раздел экспозиции планируется разместить на третьем этаже — он должен будет отразить современные политические реалии.

## Коллекция музея
Хронологически коллекция музея охватывает период российской истории, начинающийся с царствования Екатерины II и продолжающийся до самых последних событий политической жизни России. К наиболее значительным памятникам XVIII века относятся документы о законодательной деятельности Екатерины II, о событиях Великой французской революции; события XIX века представлены комплексами экспонатов, посвящённых эпохе «великих реформ» Александра II, реформам С. Ю. Витте, а также деятельности земских учреждений. Большой комплекс экспонатов раскрывает деятельность высших государственных органов Российской империи — Государственного Совета и Государственной Думы. В фондах музея имеются материалы о коронациях трёх последних императоров, о зарождении и развитии общественно-политических движений — начиная от декабристов, А. И. Герцена, В. Г. Белинского, Н. Г. Чернышевского и включая все общественно-политические движения и партии России конца XIX — начала XX веков.

## Здания музея

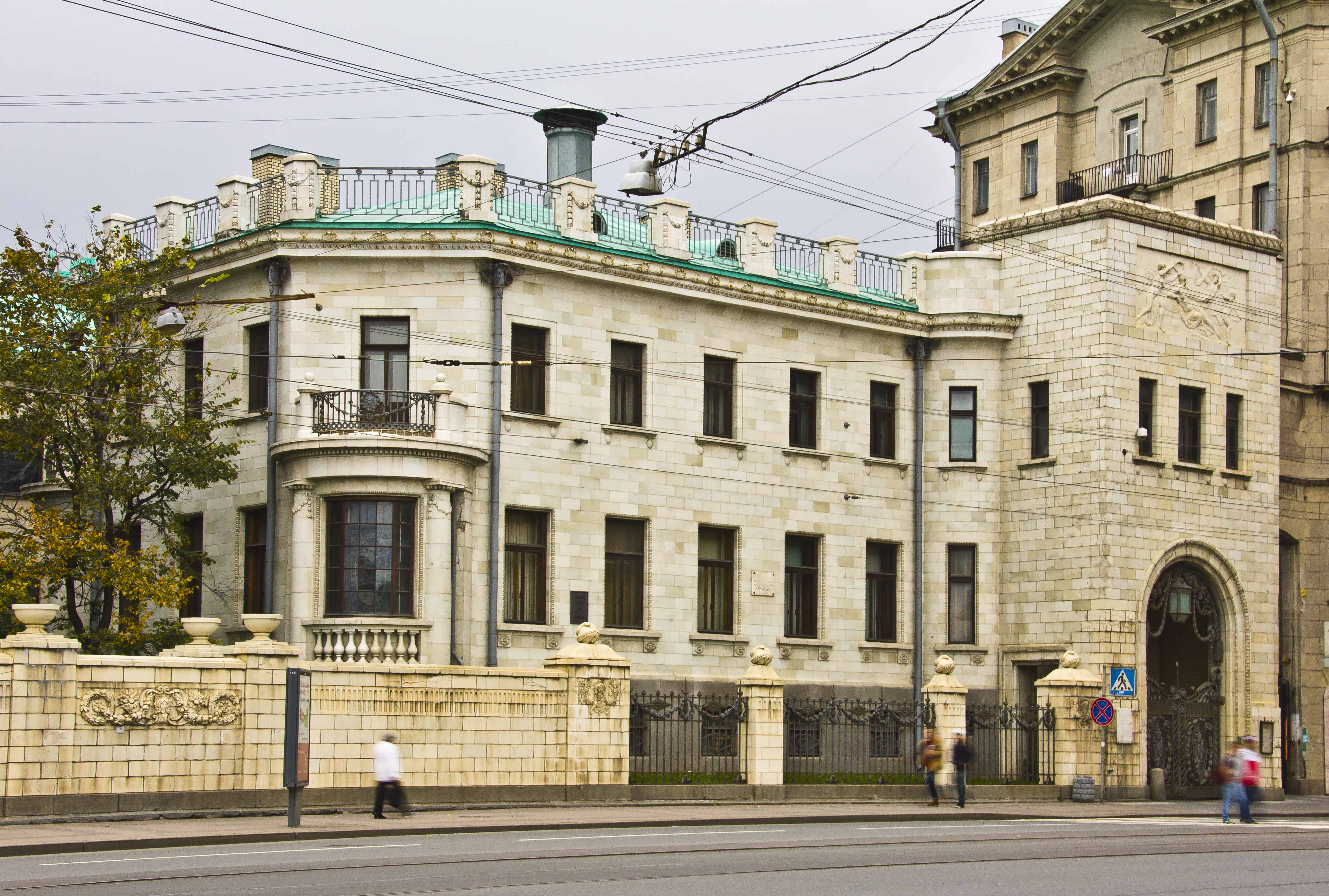
Особняк В. Э. Бранта

Музей представляет собой два особняка начала XX века, соединённых центральным корпусом постройки 1950-х годов.
Особняк Кшесинской был создан в 1904—1906 гг. по проекту известного архитектора А. И. фон Гогена для знаменитой балерины М. Ф. Кшесинской. В марте — начале июля 1917 года здесь находились Центральный и Петербургский комитеты РСДРП(б), а также Военная организация большевиков.
Второй особняк также принадлежит к числу архитектурных памятников города. Он был построен в 1909 году по проекту архитектора Р. Ф. Мельцера для крупного лесопромышленника В. Э. Бранта.

## Филиалы музея
Музей имеет два филиала: Детский музейный центр исторического воспитания (Болотная ул, д. 13) и Музей политической полиции России (Гороховая ул., д. 2).

## Награды
- Почётный диплом Законодательного Собрания Санкт-Петербурга (29 декабря 1999 года) — за заслуги в развитии науки и культуры в Санкт-Петербурге и в связи с 80-летием со дня основания[10]
- Почётный диплом Законодательного Собрания Санкт-Петербурга (23 сентября 2009 года) — за выдающийся вклад в развитие и сохранение истории и культуры Санкт-Петербурга и в связи с 90-летием со дня основания[11]